# Ján Marčák
Ján Marčák (* 25. července 1937) byl slovenský a československý politik Komunistické strany Slovenska a poslanec Sněmovny národů Federálního shromáždění za normalizace.

## Biografie
K roku 1976 se profesně uvádí jako horník.
Ve volbách roku 1976 zasedl do slovenské části Sněmovny národů (volební obvod č. 145 - Spišská Nová Ves, Východoslovenský kraj). Ve Federálním shromáždění setrval do konce funkčního období, tedy do voleb roku 1981.